# 辽宁省金秋医院
辽宁省金秋医院 (英語：The Jinqiu Hospital of Liaoning Province)，是一所集医疗、科研、教学、预防、保健、康复为一体的大型综合三级甲等医院，位于中华人民共和国辽宁省沈阳市沈河区小南街317号，医院占地约3.2万平方米，建筑面积7.45万平方米，床位613张。